# Nieuport VI
El Nieuport VI fou un monoplà produït a França durant la dècada de 1910 per Nieuport. Dissenyat seguint les mateixes línies generals que el Nieuport II i el Nieuport IV, la seva principal diferència era la seva mida lleugerament superior a la del Nieuport IV. Com el Nieuport IV, fou emprat per diverses forces aèries com a avió de reconeixement i com a avió d'entrenament.

## Especificacions (VI.G)
Dades de Sanger 2002, p.29
Característiques generals
- Tripulació: 1, pilot
- Capacitat: 1–2 passatgers
- Longitud: 8,70 m
- Envergadura: 12,25 m
- Alçada:
- Pes buit: 700 kg

 Rendiment 
- Velocitat màxima: 105 km/h